# Aventurile lui Digimon
Aventurile lui Digimon este un serial anime de televiziune japonez creat de Akiyoshi Hongo și produs de Toei Animation în colaborare cu WiZ, Bandai și Fuji Television. Este prima tranșă anime din franciza media Digimon, bazată pe animalul virtual cu același nume. Seria difuzată în Japonia în perioada 7 martie 1999 - 26 martie 2000. Urmează un grup de copii și partenerii lor care încearcă să salveze ambele lumi de rău, după ce au ajuns pentru prima dată în "Lumea digitală".
Digimon este unul dintre cele mai bune anime japoneze precum Dragon Ball și Pokémon
această serie a fost o fuziune între Pokémon și Jurassic Park

## Numărul de povești
1. Drifting Island Adventure!
2. Explozie Evoluție!
3. Aoki lup! Garurumon
4. Bardoramon
5. Sufletul!
6. Evoluția mâniei permon!
7. Roar! Ikkakumon
8. Mesagerul întunericului Devimon!
9. Drăguț! Digimon înghețat
10. Gardianul Kentalmon!
11. Danseaza fantoma!
12. Patamon și cu mine
13. Engemon trezirea!
14. Plecare (Taddachi), spre noul continent!
15. Etemon! Drumul răului
16. Evoluția întunecată! Craniul Graymon
17. Phantom căpitanul Cocatrimone!
18. Zâmbet! Piccolomon
19. Nanomon de labirint!
20. Evoluția corporală completă! Metal Graymon
21. Coromon Tokyo Universitatea accident!
22. Whisper Little Devil Pico Devimon
23. Prietene, Wagaralmon
24. Înfrângerea! Attora Kabuterimon
25. Tiran somnoros!
26. Aripi strălucitoare! Gardamon
27. Castelul întunericului Vandemon
28. Urmărește-te în Japonia
29. Manion Hikarigaoka Marea luptă! Saion Saion
30. Digimon Tokyo Otsuken !!
31. Reamon!
32. E fierbinte Tokyo Tower!
33. Desmelamon
34. Pompa și Gotsu sunt Digimon bazate pe Shibuya
35. Wolf of Fate!
36. Odaiba Fairy! Lilimon înflorit
37. Treci prin bariere! Zudemon Spark!
38. Atacul complet al întregului corp!
39. Învierea! Demon King Venom Van Demon
40. Două evoluție finală!
41. Domnul Demon al celor patru demoni! Maeștrii întunecați
42. Regele mării bruște! Semințe de metale Ramon
43. Zer submarin în tăcere
44. Joc periculos! Pinokkimon
45. Juleimon al pădurii pierdute
46. Ultimate Body Clash! Războiul Gray Mon vs Metal Garle Mon
47. Contraatac de metal etemon
48. Cerber Leomon
49. La revedere Numenan
50. Femeia luptă! Lady Devimon
51. Jester de iad Piemon
52. Îngerul Sfânt!
53. Capătul închis al câmpului
54. Lumea nouă

## Personalul de producție
- © 1998 Toei Animation Toate drepturile rezervate
- Prima emisiune italiană: RaiDue (din septembrie 2000)

## Concept
Inspirația, mai presus de toate, grafica se referă la faimoasele desene animate japoneze în special, cum ar fi Pokémon și apoi a fost adăugată tema aventurii care a readus anii precedenți în saga Jurassic Park.